# Skin in the Game
Skin in the Game é um livro de não-ficção de 2018 de autoria de Nassim Nicholas Taleb, um ex-negociante de opções com formação em matemática de probabilidade e estatística.
A tese de Taleb é que ter "skin in the game" (traduzido livremente como "pele em risco"), que consiste em ter um risco mensurável ao tomar uma decisão importante, é necessária para justiça, eficiência comercial e gerenciamento de risco, além de ser necessária para entender o mundo.
O livro faz parte do ensaio filosófico de vários volumes de Taleb sobre a incerteza, intitulado Incerto, que também inclui “Iludidos pelo Acaso” (2001), “A Lógica do Cisne Negro” (2007-2010), “A Cama de Procusto Aforismos filosóficos e práticos” (2010-2016) e Antifrágil: Coisas que se Beneficiam com o Caos ( 2012). O livro é dedicado a "dois homens de coragem": Ron Paul, "um romano entre os gregos"; e Ralph Nader, "santo greco fenício".

## Assimetria e incentivos ausentes
Se um ator embolsa algumas recompensas de uma política que adota ou apoia sem aceitar nenhum dos riscos, os economistas consideram que é um problema de "falta de incentivos". Em contraste, para Taleb, o problema é mais fundamentalmente de assimetria: enquanto um ator recebe as recompensas, o outro fica preso aos riscos.
Taleb argumenta que "Para a justiça social, concentre-se na simetria e no compartilhamento de riscos. Você não pode obter lucros e transferir os riscos para terceiros, como fazem os banqueiros e as grandes corporações. Forçar a arriscar a própria pele corrige essa assimetria melhor do que milhares de leis e regulamentos."

### A centralidade dos incentivos negativos
Os atores, segundo Taleb, devem arcar com um custo quando falham com o público. Um gestor de fundos que recebe uma porcentagem sobre os ganhos, mas nenhuma penalidade pelas perdas, é incentivado a apostar com os fundos de seus clientes. Não ter nenhum lado negativo para as próprias ações significa que não ter a "pele em jogo", algo que traz consequências negativas em muitos âmbitos da sociedade.
Um processo evolutivo é um argumento adicional para arriscar a própria pele. Aqueles que erram e arriscam a própria pele não sobreviverão, portanto os processos evolutivos irão eliminar (física ou figurativamente, indo à falência, etc.) aqueles que tendem a agir de maneira apropriada. Segundo o autor, sem arriscar a própria pele, este processo pode não funcionar.

### Exemplos
Robert Rubin, um diretor altamente remunerado e consultor sênior do Citigroup, não pagou nenhuma penalidade financeira quando o Citigroup teve de ser resgatado pelos contribuintes dos EUA por ter passado dos limites. Taleb chama esse tipo de operação, com ganho na alta, mas nenhum ou mesmo limitado risco na baixa, uma "operação de Bob Rubin".
Muitos falcões de guerra não correm o risco de morrer na guerra que defendem.

## Intelectual, porém Idiota
Intelectual, porém idiota (IPI) é um termo cunhado por Nassim Nicholas Taleb em seu ensaio com o mesmo nome, que se refere aos Semi-Inteligentes de boa linhagem "que estão nos dizendo: 1) o que fazer, 2) o que comer, 3) como falar, 4) como pensar, e 5) em quem votar ". Eles representam uma minoria muito pequena de pessoas, mas têm um impacto avassalador sobre a vasta maioria porque afetam as políticas governamentais. Os IPIs costumam ser formuladores de políticas, acadêmicos, jornalistas e especialistas em mídia.
Nicholas Taleb, Nassim. «The Intellectual Yet Idiot, Por Nassim Nicholas Taleb». O IPI patologiza outras pessoas por fazerem coisas que ele não entende, sem nunca perceber que é sua compreensão que pode ser limitada. Ele acha que as pessoas devem agir de acordo com seus melhores interesses e ele conhece seus interesses, especialmente se eles são "caipiras" ou a classe inglesa de "vogal-não-nítida" que votou a favor do Brexit. Quando os plebeus fazem algo que faz sentido para eles, mas não para ele, o IPI usa o termo "inculto". O que geralmente chamamos de participação no processo político, ele chama por duas designações distintas: "democracia" quando se encaixa no IPI, e "populismo" quando os plebeus ousam votar de uma forma que contradiz suas preferências.
Taleb aponta que ser educado e "intelectual" nem sempre significa que alguém não seja um idiota para a maioria dos propósitos. "Você pode ser um intelectual, mas ainda assim um idiota. 'Filisteus educados' têm se enganado em tudo, do stalinismo ao Iraque e dietas com dietas com baixo teor de carboidratos".

### Uso
O termo foi escolhido e usado no final da eleição presidencial dos Estados Unidos de 2016 por Newt Gingrich, quando ele criticou a resposta negativa que Trump recebeu após o primeiro debate presidencial, afirmando que "a classe Intelectual, porém idiota está tão fora de contato com a América que sequer conseguem perceber o quão mal eles estão e quão bem Trump está." Gingrich mencionou o termo várias vezes em entrevistas e discursos desde então, além de incluir em seu livro Entendendo Trump um capítulo chamado "O surgimento dos Intelectuais, porém idiotas".
Desde então, o termo tem sido usado extensivamente e citado em vários periódicos, incluindo The Guardian, Financial Times e The New States Men. Jonah Goldberg, em um artigo da National Review, faz referência ao termo em defesa de intelectuais não liberais que foram rotulados de "anti-intelectuais" pela esquerda. Graham Vyse em seu artigo "Os democratas devem parar de falar sobre o bipartidarismo e começar a lutar", do The New Republic, mencionou o uso de IPI por Gingrich como segregador e que, até que os republicanos se tornem mais colaborativos, "os democratas também precisam abandonar o assunto, e ao invés disso, lutar intensamente."

## Outras ideias

### Regras minoritárias
Uma "minoria teimosa" pode impor sua vontade à maioria relativamente desinteressada. Um comedor Halal, por exemplo, nunca comerá alimentos não Halal, mas um comedor não Halal não está proibido de comer Halal. Assim, uma empresa de fornecimento de comida passa a servir carne Halal, apesar de ser preferida apenas por uma pequena minoria de seus clientes.

### Cristologia
O livro examina a cristologia. Michael Bonner escreve: "Os observadores, interessados ou perplexos com os debates cristológicos dos primeiros quinhentos anos do cristianismo, podem ficar chocados com a explicação de Taleb para a insistência da Igreja na plena humanidade de Jesus. A resposta curta é que era essencial para Deus ter "arriscado a própria pele", e que a plena participação de Cristo na crucificação, autossacrifício e morte fez dele o típico tomador de risco".

## Recepção e crítica
Branko Milanović escreveu que Taleb criou "um sistema completo que vai do empírico à ética, algo extremamente raro no mundo moderno". The Economist descreveu a leitura do livro como semelhante a "ficar preso em um táxi com um motorista rabugento e que opina demais". Matthew Syed do The Times foi "principalmente persuadido" pelo argumento principal do livro. O Guardian publicou uma crítica ambivalente, observando que a "combinação de destemor, autoconfiança e falta de modéstia de Taleb acrescenta carisma na página", mas que "toda ideia que soa como se pudesse funcionar no papel falha no detalhe". Taleb respondeu com uma lista das falhas e "compreensão de texto" nas avaliações de The Economist e The Guardian (alegando que os jornalistas têm um problema de agência com assuntos que criticam sua profissão, por falta de arriscar a própria pele). No Brasil, o livro é positivamente avaliado, sendo considerado uma leitura que prende a atenção e que é altamente recomendada.

### Audiolivro
A versão do audiolivro é narrada por Joe Ochman e alcançou o 4º lugar na lista de não ficção do Audible.com